# Rogue River (tribu)
Pour les articles homonymes, voir Rogue River.

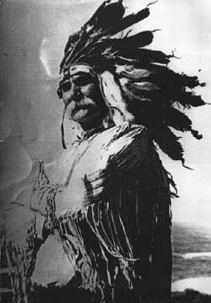
Hoxie Simmons, un Rogue River vers 1870.

Les Rogue River sont un groupe d'amérindiens vivant au sud de l'Oregon. Ils n'appartenaient pas à une tribu unique mais plutôt à un ensemble de plusieurs tribus que les trappeurs canadiens français de la Compagnie de la Baie d'Hudson appelaient les « coquins » (devenu rogue en anglais).
En 1850, leur population était estimée environ à 9 500 individus. Elle était composée des tribus des Takelma, Shasta, Coquilles, Umpquas, Tolowa, Tututnis appartenant à trois familles linguistiques athapascaines. Les tribus sont installés sur la piste de l'Oregon et de la Californie et les hostilités avec les colons américains débutent après la découverte de l'or en Californie.
La guerre d'extermination (Guerres des Rogue River) dura six ans, de 1851 à 1856. Les survivants des tribus (environ 2 000 individus) furent transférés sur la réserve de Siletz.